# Euploea ares
Euploea ares är en fjärilsart som beskrevs av Hans Fruhstorfer 1904. Euploea ares ingår i släktet Euploea och familjen praktfjärilar. Inga underarter finns listade i Catalogue of Life.